# Saint-Auban
Saint-Auban település Franciaországban, Alpes-Maritimes megyében. Lakosainak száma 204 fő (2022. január 1.). Saint-Auban Peyroules, Soleilhas, Andon, Briançonnet, Gars, Le Mas és Valderoure községekkel határos.

## Népesség
A település népessége az elmúlt években az alábbi módon változott:
| Lakosok száma | 211  | 221  | 217  | 232  | 232  | 233  | 222  | 215  | 214  | 204  |
|               | 1968 | 1982 | 1990 | 2006 | 2013 | 2015 | 2017 | 2019 | 2020 | 2022 |